# Talamone
Pour les articles homonymes, voir Télamon (homonymie).
Talamone (en français : Télamon) est une frazione située sur la commune de Orbetello, province de Grosseto, en Toscane (Italie).

## Géographie
Talamone est facilement rejoignable par la Via Aurelia à une distance de 25 km de Grosseto et 10 d'Orbetello.

## Histoire
Talamone est une ville d'origine étrusque. Des traces de l"antique cité étrusque de Tlamu ont été découvertes en 1888 sur la colline dite Talamonaccio.
La ville fut le théâtre de la bataille qui vit la victoire des Romains sur les Celtes en 225 av. J.-C.
Talamone a été ensuite rasée par Sylla afin de punir ses citoyens du soutien qu'ils avaient apporté à Caius Marius lors de sa tentative de marche sur Rome lors du retour de son exil africain.
Au Moyen Âge la ville passa sous la domination des Aldobrandeschi de Sienne et en 1559 le territoire fut cédé à l'Espagne et ainsi Talamone fit partie de l'État des Présides.
Le port de la ville a été une étape de l'expédition en Égypte de l'amiral Horatio Nelson qui en 1798 partit de Toulon pour Naples en faisant étape « à la rade de Tagliamon sur les côtes de Toscane »,,.
Le nom de la ville est surtout lié à l'expédition des Mille de Garibaldi qui, en 1860, y fit étape afin de s'approvisionner en armes et eau.

## Sources
- (it) Cet article est partiellement ou en totalité issu de l’article de Wikipédia en italien intitulé « Talamone » (voir la liste des auteurs).